# Shambles Square

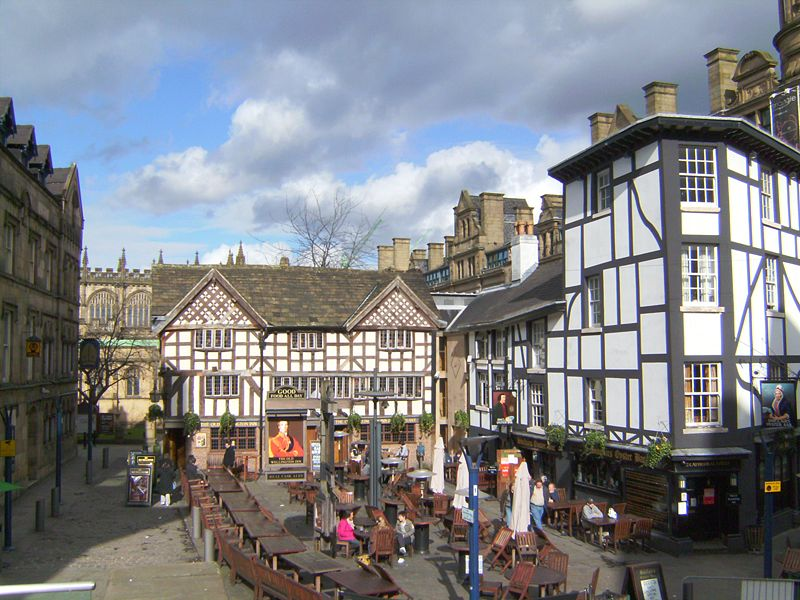
Shambles Square

Shambles Square est un square à Manchester, en Angleterre, créé en 1999 pour accueillir Old Wellington Inn, tout juste reconstruite, et le Sinclair's Oyster Bar près de The Mitre Hotel.